# Arabis auriculata
Espèce
Classification phylogénétique
L'Arabette droite, Arabette dressée ou Arabette à oreillettes (Arabis auriculata), est une espèce de plantes herbacées de la famille des brassicacées.

## Synonyme
- Arabis recta